# Jacob Wulfsberg
 Der er for få eller ingen kildehenvisninger i denne artikel, hvilket er et problem. Du kan hjælpe ved at angive troværdige kilder til de påstande, som fremføres i artiklen.

Jacob Wulfsberg (14. januar 1751, Tønsberg-16. august 1826, Lille Stenset i Eiker) var en norsk filantrop og juridisk embedsmand, far til Niels Wulfsberg.
Wulfsberg var i sin ungdom købmand, tog 1777 juridisk eksamen og var derefter 1790—98 byfoged i sin fødeby, 1798—1803 byfoged på Strømsø og 1803—09 byfoged og politimester i Kristiania og forestod senere Eiker sorenskriveri til et år før sin død, skønt han gennem et længere tidsrum var blind. 
Wulfsberg tog 1793 del i diskussionen om oprettelsen af et norsk universitet, som han vilde have henlagt til Tønsberg, viste ved århundredskiftet megen aktivitet i oprettelsen og vedligeholdelsen af Tønsberg seminarium og arbejdede i Kristiania meget for at få en forbedring af presseforholdene i stand. 
Han var et skarpt hoved med særlige anlæg for det detektive politi og blev meget anvendt i kombinerede inkvisitionskommissioner. Hans forfatterskab uden for pressen indskrænkede sig til et par politiske indlæg om odelsretten (1788) og konstitutionsforslagene på Stortinget 1824.